# Зіґфрід Фергайн
Зіґфрід Фергайн (нім. Siegfried Verhein; 1 жовтня 1897 — 30 червня 1963) — німецький воєначальник, генерал-лейтенант вермахту. Кавалер Лицарського хреста Залізного хреста.

## Біографія
2 липня 1915 року поступив на службу в прусську армію. Учасник Першої світової війни. Після демобілізації армії продовжив службу в рейхсвері. 31 липня 1930 року вийшов у відставку і поступив в Померанську прикордонну службу. 1 травня 1934 року повернувся в рейхсвер (офіційно — з 1 квітня 1933 року) і був призначений в 2-й артилерійський полк. З 1 жовтня 1934 року — командир батареї артилерійського полку «Штеттін». З 15 жовтня 1935 року — командир батареї 2-го артилерійського полку. З 1 жовтня 1936 року — викладач тактики Дрезденського військового училища, залишався на цій посаді до розпуску училища влітку 1939 року.
У вересні 1939 року переведений в кадрове управління ОКГ. З 5 березня 1941 року — керівник 4-го відділу (артилерія) 1-ї офісної групи кадрового управління ОКГ. З 1 липня 1943 року — командир 32-го артилерійського полку 32-ї піхотної дивізії. Учасник німецько-радянської війни. З 15 лютого 1944 року — командир 94-го гренадерського полку своєї дивізії. З 11 липня по 2 вересня і з 12 вересня 1944 по 24 квітня 1945 року — командир 551-ї гренадерської (з 9 жовтня 1944 року — фолькс-гренадерської) дивізії. 19 квітня 1945 року був поранений. З 24 квітня 1945 року — командир 28-ї єгерської дивізії. 9 травня 1945 року потрапив у радянський полон в Данцигу. В середині липня 1949 року засуджений військовим трибуналом в Новгородській області до 25 років ув'язнення в трудових таборах. Утримувався у Воркутинському таборі ГУЛАГу. На початку жовтня 1955 року звільнений, жив у ФРН.

## Нагороди
- Залізний хрест 2-го і 1-го класу
- Почесний хрест ветерана війни з мечами
- Медаль «За вислугу років у Вермахті» 4-го, 3-го і 2-го класу (18 років)
- Хрест Воєнних заслуг
  - 2-го класу з мечами (20 квітня 1941)
  - 1-го класу з мечами (25 листопада 1944)
- Застібка до Залізного хреста
  - 2-го класу (4 грудня 1943)
  - 1-го класу (24 грудня 1943)
- Лицарський хрест Залізного хреста (28 лютого 1945) — як генерал-майор і командир бойової групи 551-ї фолькс-гренадерської дивізії.